# أجازة غرام (فلم)
أجازة غرام هو فيلم رومانسي مصري من إخراج محمود ذو الفقار وبطولة فؤاد المهندس، شويكار، نجوى فؤاد، صلاح نظمي ونعيمة وصفي. صدر الفيلم في 11 سبتمبر 1967.

## نبذه
يعمل مجدي مهندسًا في السد العالي، ويقوم بإجازة من العمل لكي يسافر إلى القاهرة ويلتقي بأسرته من جديد، ويخطط لقضاء المزيد من الوقت مع زوجته ليلى التي تعمل طبيبة بإحدى المستشفيات، لكنها كانت طيلة الوقت مشغولة عنه بعملها، وهو ما يجعله منجذبًا في هذه الفترة للحديث مع جارته إلهام ويقوم بزيارتها طوال الوقت في شقتها مستغلًا سفر زوجها، وتتطور الأمور بينهما على نحو متسارع.

## طاقم العمل
- فؤاد المهندس بدور مجدي صالح
- شويكار بدور ليلى
- نجوى فؤاد بدور إلهام
- صلاح نظمي بدور صبري
- نعيمة وصفي بدور زهيرة عبد الخالق
- حسن مصطفى بدور أحمد
- محمد شوقي بدور البواب
- رجاء صادق بدور عديلة

## وصلات خارجية
- أجازة غرام على موقع IMDb (الإنجليزية)
- أجازة غرام على موقع قاعدة بيانات الأفلام العربية
- أجازة غرام على موقع قاعدة بيانات الفيلم (الإنجليزية)